# Bistum Churchill-Hudson Bay
Das Bistum Churchill-Hudson Bay (lateinisch Dioecesis Churchillpolitana-Sinus de Hudson, englisch Diocese of Churchill-Hudson Bay, französisch Diocèse de Churchill-Baie d’Hudson) ist eine in Kanada gelegene römisch-katholische Diözese mit Sitz in Churchill.

## Geschichte
Das Bistum Churchill-Hudson Bay wurde am 11. Juli 1925 durch Papst Pius XI. mit der Apostolischen Konstitution Divini verbi aus Gebietsabtretungen des Apostolischen Vikariates Keewatin als Apostolische Präfektur Baie d’Hudson errichtet. Die Apostolische Präfektur Hudson Bay wurde am 21. Dezember 1931 durch Pius XI. mit der Apostolischen Konstitution Supremum officium zum Apostolischen Vikariat erhoben. Am 13. Juli 1945 gab das Apostolische Vikariat Baie d’Hudson Teile seines Territoriums zur Gründung des Apostolischen Vikariates Labrador ab.
Das Apostolische Vikariat Baie d’Hudson wurde am 13. Juli 1967 durch Papst Paul VI. zum Bistum erhoben und in Bistum Churchill umbenannt. Am 29. Januar 1968 wurde das Bistum Churchill in Bistum Churchill-Hudson Bay umbenannt. 
Das Bistum Churchill-Hudson Bay ist dem Erzbistum Keewatin-Le Pas als Suffraganbistum unterstellt. 

## Ordinarien

### Apostolische Präfekten von Baie d’Hudson
- 1925–1931 Louis-Eugène-Arsène Turquetil OMI

### Apostolische Vikare von Baie d’Hudson
- 1931–1942 Louis-Eugène-Arsène Turquetil OMI
- 1942–1967 Marc Lacroix OMI

### Bischöfe von Churchill
- 1967–1968 Marc Lacroix OMI

### Bischöfe von Churchill-Baie d’Hudson
- 196800000 Marc Lacroix OMI
- 1970–1986 Omer Alfred Robidoux OMI
- 1987–2013 Reynald Rouleau OMI
- 2013–0000 Wiesław Krótki OMI